# Divisió cel·lular

Comparació de tres tipus de reproducció cel·lular. Divisió cel·lular en procariotes (fissió binària) i eucariotes (mitosi i meiosi). Les línies gruixudes són cromosomes, i les primes línies blaves són fibres que estiren els cromosomes i separen els extrems de la cèl·lula.

El cicle cel·lular en eucariotes: I = Interfase, M = Mitosi, G _{0} = Gap 0, G _{1} = Gap 1, G ₂ = Gap 2, S = Síntesi, G ₃ = Gap 3.

La divisió cel·lular és el procés pel qual una cèl·lula mare es divideix en dues cèl·lules filles. La divisió cel·lular sol produir-se com a part d'un cicle cel·lular més gran en el qual la cèl·lula creix i replica els seus cromosomes abans de dividir-se. En els eucariotes, hi ha dos tipus diferents de divisió cel·lular: una divisió vegetativa (mitosi), que produeix cèl·lules filles genèticament idèntiques a la cèl·lula mare, i una divisió cel·lular que produeix gàmetes haploides per a la reproducció sexual (meiosi), reduint el nombre de cromosomes de dos de cada tipus a la cèl·lula mare diploide a un de cada tipus a les cèl·lules filles. En biologia cel·lular, la mitosi (/maɪˈtoʊsɪs/ ) és una part del cicle cel·lular, en què els cromosomes replicats se separen en dos nuclis nous. La divisió cel·lular dona lloc a cèl·lules genèticament idèntiques en les quals es manté el nombre total de cromosomes. En general, la mitosi (divisió del nucli) va precedida per l'etapa S de la interfase (durant la qual es produeix la replicació de l'ADN) i sovint és seguida per la telofase i la citoquinesi; que divideix el citoplasma, els orgànuls i la membrana cel·lular d'una cèl·lula en dues noves cèl·lules que contenen parts aproximadament iguals d'aquests components cel·lulars. Totes les diferents etapes de la mitosi defineixen la fase mitòtica (M) del cicle cel·lular animal: la divisió de la cèl·lula mare en dues cèl·lules filles genèticament idèntiques. La meiosi pateix dues divisions donant lloc a quatre cèl·lules filles haploides. Els cromosomes homòlegs se separen en la primera divisió de la meiosi, de manera que cada cèl·lula filla té una còpia de cada cromosoma. Aquests cromosomes ja s'han replicat i tenen dues cromàtides germanes que després se separen durant la segona divisió de la meiosi. Ambdós cicles de divisió cel·lular s'utilitzen en el procés de reproducció sexual en algun moment del seu cicle vital. Es creu que tots dos estan presents en l'últim avantpassat comú eucariota.
Els procariotes (bacteris i arqueus) solen experimentar una divisió cel·lular vegetativa coneguda com a bipartició, on el seu material genètic es segrega per igual en dues cèl·lules filles, però s'han observat maneres alternatives de divisió, com la gemmació. Totes les divisions cel·lulars, independentment de l'organisme, estan precedides d'una sola ronda de replicació de l'ADN.
Per als microorganismes unicel·lulars simples com l'ameba, una divisió cel·lular és equivalent a la reproducció: es crea un organisme sencer. A més gran escala, la divisió cel·lular mitòtica pot crear descendència d'organismes pluricel·lulars, com les plantes que creixen a partir d'esqueixos. La divisió cel·lular mitòtica permet que els organismes que es reprodueixen sexualment es desenvolupin a partir del zigot unicel·lular, que es produeix per la fusió de dos gàmetes, cadascun d'ells produït per divisió cel·lular meiòtica. Després del creixement del zigot a l'adult, la divisió cel·lular per mitosi permet la construcció i reparació contínua de l'organisme. El cos humà experimenta uns 10 bilions de divisions cel·lulars al llarg de la vida.
El principal esforç de la divisió cel·lular és per al manteniment del genoma de la cèl·lula original. Abans que es pugui produir la divisió, la informació genòmica que s'emmagatzema als cromosomes s'ha de replicar i el genoma duplicat s'ha de dividir netament entre les cèl·lules descendents. Una gran part de la infraestructura cel·lular està implicada per garantir la coherència de la informació genòmica entre les generacions.
Va ser descobert per Elizabeth Blackburn, Carol W. Greider i Jack Szoztak.

## Història

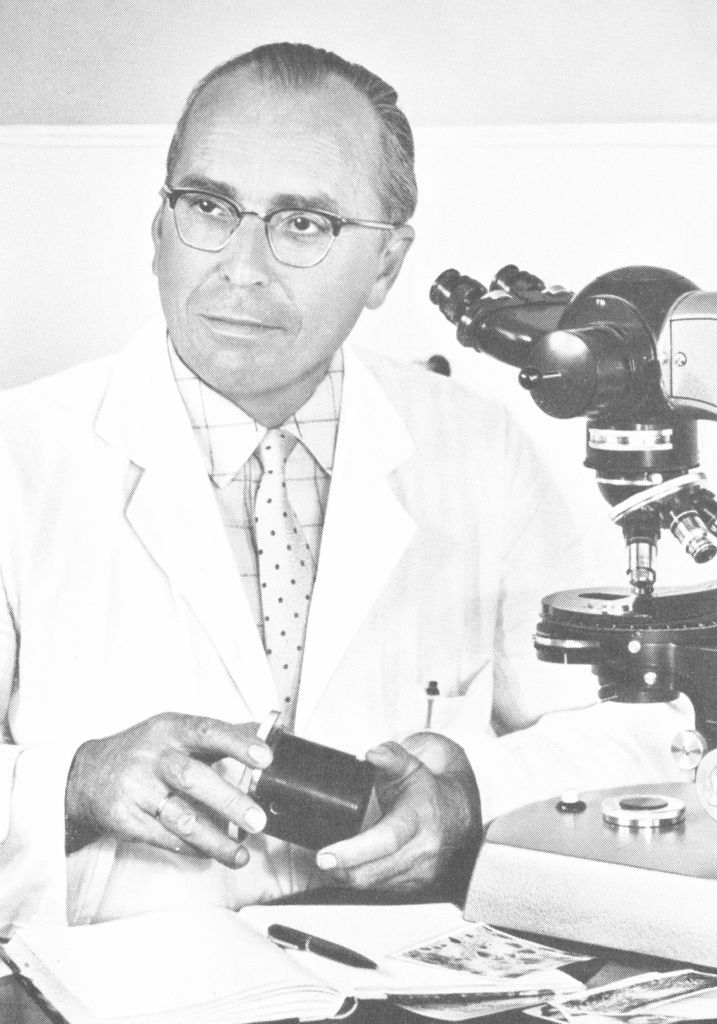
Kurt Michel amb el seu microscopi de contrast de fase

La divisió cel·lular va ser descoberta per primer cop amb un microscopi pel botànic alemany Hugo von Mohl el 1835, mentre treballava sobre l'Alga verda Cladophora glomerata .
El 1943, es va filmar la divisió cel·lular per primera vegada per Kurt Michel mitjançant un microscopi amb contrast de fase.

## Tipus de reproducció associats a la divisió cel·lular
Bipartició: és la divisió de la cèl·lula mare en dues cèl·lules filles, cada nova cèl·lula és un nou individu amb estructures i funcions idèntiques a la cèl·lula mare. Aquest tipus de reproducció la presenten organismes com bacteris, amebes i algues.
Gemmació:  es presenta quan uns nous individus es produeixen a partir de gemmes. El procés de gemmació és freqüent en esponges de mar, celenterats i briozous. En una zona o diverses de l'organisme progenitor es produeix una envaginació o gemma que es va desenvolupant i en un moment donat pateix una constricció a la base i se separa del progenitor començant la seva vida com a nou ésser. Les gemmes filles poden presentar altres gemmes a les quals se'ls denomina gemmes secundàries.
En alguns organismes es poden formar colònies quan les gemmes no se separen de l'organisme progenitor. En les formes més evolucionades de briozous s'observa en el procés de gemmació que es realitza de forma més complicada. La gemmació és el procés evolutiu de l'ésser viu per meiosi.
El nombre d'individus d'una colònia, la manera en què estan agrupats i el seu grau de diferenciació varia i sovint és característica d'una espècie determinada. Els briozous poden originar nous individus sobre unes prolongacions anomenats estolons i al procés se li denomina estolonització.
Certes espècies d'animals poden tenir gemmació interna, gemmes que sobreviuen en condicions desfavorables, gràcies a un embolcall protector. En el cas de les esponges de mar d'aigua dolça, els rovells tenen una càpsula protectora i a l'interior hi ha substància de reserva. En arribar la primavera es perd la càpsula protectora i a partir del rovell sorgeix la nova esponja. En els briozous d'aigua dolça es produeix una capa de quitina i de calci i no necessiten substància de reserva ja que es troba en estat de hibernació.
Esporulació:  esputació o esporogènesis consisteix en un procés de diferenciació cel·lular per arribar a la producció de cèl·lules reproductives dispersives de resistència anomenades espores. Aquest procés ocorre en fongs, amebes, líquens, alguns tipus de bacteris, protozous, esporozoos (com el Plasmodium causant de malària), i és freqüent en vegetals (especialment algues, molses i falgueres), grups de molt diferents orígens evolutius, però amb estratègies reproductives semblants, tots ells poden recórrer a la formació de cèl·lules de resistència per afavorir la dispersió. Durant l'esporulació es porta a terme la divisió del nucli en diversos fragments, i per una divisió cel·lular asimètrica una part del citoplasma envolta cada nou nucli donant lloc a les espores. Depenent de cada espècie es pot produir un nombre apreciable d'espores i a partir de cadascuna d'elles es desenvoluparà un individu independent.
La divisió cel·lular és el procés pel qual el material cel·lular es divideix entre dues noves cèl·lules filles. En els organismes unicel·lulars això augmenta el nombre d'individus de la població. A les plantes i organismes multicel·lulars és el procediment en virtut del qual creix l'organisme, partint d'una sola cèl·lula, i també són reemplaçats i reparats els teixits malmesos.

## Processos de divisió cel·lular
- Interfase és la preparació de les cèl·lules per a la divisió.
- Mitosi és la forma més comuna de la divisió cel·lular en les cèl·lules eucariotes. Una cèl·lula que ha adquirit determinats paràmetres o condicions de grandària, volum, emmagatzematge d'energia, factors mediambientals, pot replicar totalment la seva dotació d'ADN i dividir-se en dues cèl·lules filles, normalment iguals. Les dues cèl·lules seran diploides o haploides, depenent de la cèl·lula mare.
- Meiosi és la divisió d'una cèl·lula diploide en quatre cèl·lules haploides. Aquesta divisió cel·lular es produeix en organismes multicel·lulars per produir gàmetes haploides, que poden fusionar-se després per formar una cèl·lula diploide anomenada zigot a la fecundació.

Els éssers pluricel·lulars reemplacen la seva dotació cel·lular gràcies a la divisió cel·lular i sol estar associada a la diferenciació cel·lular. En alguns animals, la divisió cel·lular s'atura en algun moment i les cèl·lules acaben envellint. Les cèl·lules senescents es deterioren i moren, a causa del envelliment del cos. Les cèl·lules deixen de dividir-se perquè els telòmers es tornen cada vegada més curts en cada divisió i no poden protegir els cromosomes. Les cèl·lules canceroses són immortals. Una enzim anomenat telomerasa permet a aquestes cèl·lules dividir-se indefinidament.
La característica principal de la divisió cel·lular en organismes eucariotes és la conservació dels mecanismes genètics del control del cicle cel·lular i de la divisió cel·lular, ja que s'ha mantingut pràcticament inalterable des d'organismes tan simples com els llevats a criatures tan complexes com l'ésser humà, al llarg de l'evolució biològica.

## Factors que expliquen la divisió cel·lular
Una teoria afirma que hi ha un moment en què la cèl·lula comença a créixer molt, cosa que fa que disminueixi la proporció àrea / volum. Quan l'àrea de la membrana plasmàtica de la cèl·lula és molt més petita en relació amb el volum total d'aquesta, es presenten dificultats en la reabsorció i en el transport de nutrients, provocant això que es produeixi la divisió cel·lular.
Hi ha tres tipus de reproducció cel·lular: la fissió binària, relativament simple i dos tipus més complicats que impliquen tant la mitosi o la meiosi.
- La fissió binària

Els organismes com els bacteris típicament tenen un sol cromosoma. A l'inici del procés de fissió binària, la molècula d'ADN del cromosoma de la cèl·lula es replica, produint dues còpies del cromosoma. Un aspecte clau de la reproducció cel·lular del bacteri és assegurar-se que cada cèl·lula filla rep una còpia del cromosoma. La Citocinesi és la separació física de les dues cèl·lules filles noves.
- Reproducció cel·lular que involucra la mitosi .

La majoria dels organismes eucariotes com els humans tenen més d'un cromosoma. Per tal d'assegurar-se que una còpia de cada cromosoma sigui segregat en cada cèl·lula filla s'utilitza el fus mitòtic. Els cromosomes es mouen al llarg dels microtúbuls llargs i prims com els trens en moviment al llarg de les vies del tren. Els éssers humans són diploides, tenim dues còpies de cada tipus de cromosoma, un del pare i un de la mare.
- Reproducció cel·lular que involucra la meiosi.

Les cèl·lules sexuals, anomenades també «gàmetes», són produïdes per meiosi. Per a la producció d'esperma hi ha dos passos (citocinesi) que produeixen un total de quatre cèl·lules N, cadascuna amb la meitat del nombre normal de cromosomes. La situació és diferent: en els ovaris la producció d'ous en un dels quatre conjunts de cromosomes que es segrega es col·loca en una cèl·lula ou gran, a punt per ser combinat amb l'ADN d'una cèl·lula d'esperma (vegeu la meiosi per a més detalls).

## Divisions silencioses

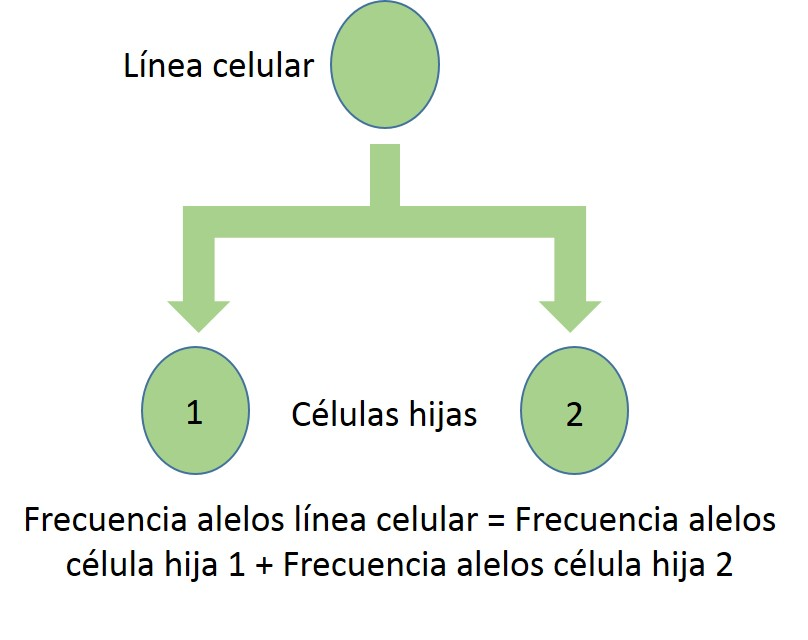
Divisions silents.

Les divisions silencioses són divisions sense mutacions. De vegades es confonen amb mutacions que no són detectables. Però es pot comprovar si les divisions són silencioses per comparació de les freqüències dels lels de la línia cel·lular, amb la suma de les freqüències dels al·lels de les dues cèl·lules derivades, la qual cosa ha de ser similar. 

No es pot detectar una divisió que origina una cèl·lula sense mutacions (silenciosa) i una altra morta (que no contribueix a l'adult).